# ヤオハン

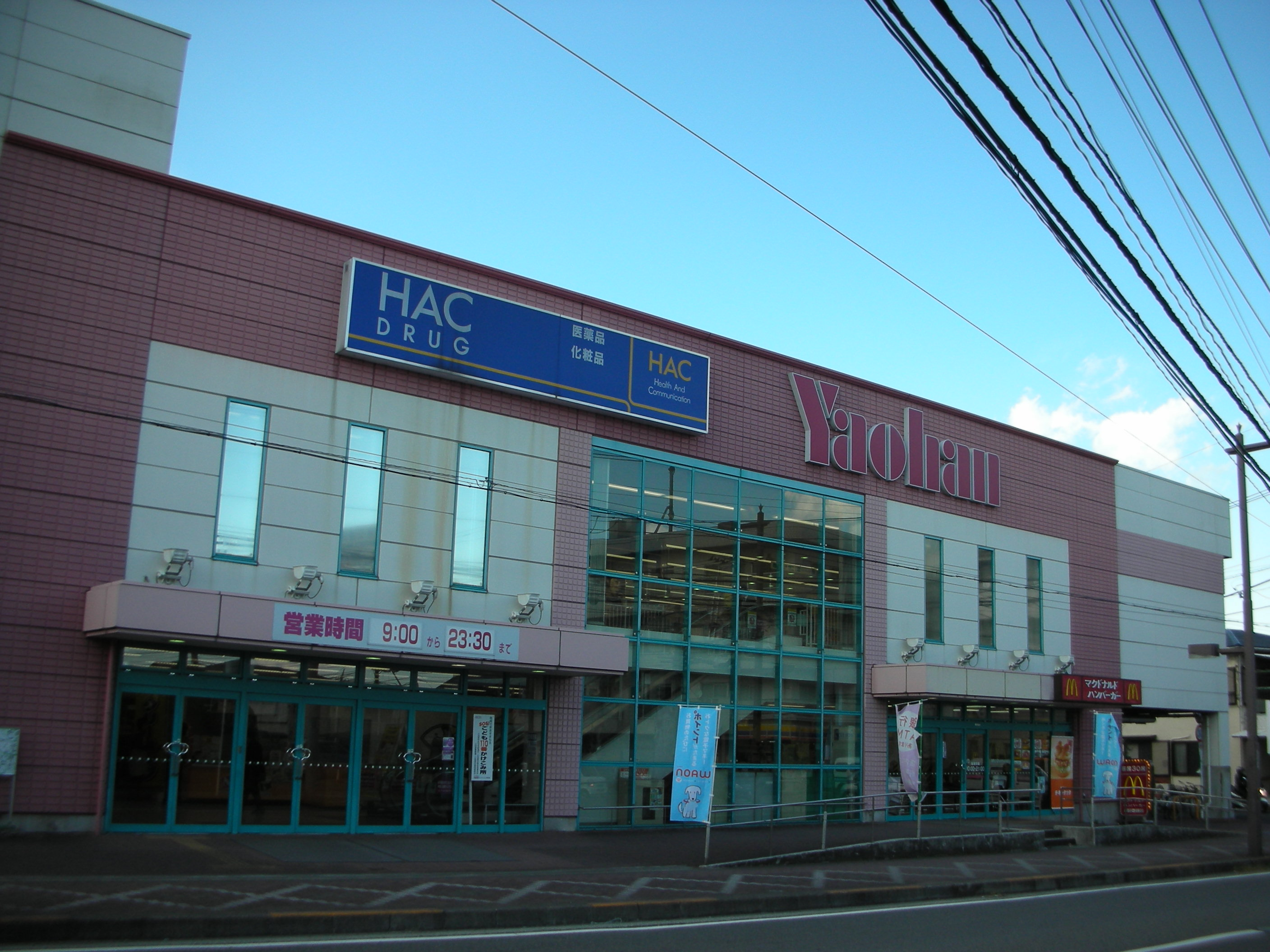
ヤオハン荻窪店（神奈川県小田原市）
現在はマックスバリュ小田原荻窪店として営業

株式会社ヤオハンジャパン（英: Yaohan Co., LTD.、八百半）は、静岡県を拠点とし、1997年に経営破綻した小売業者である。熱海の八百屋から世界的チェーンストアに成り上がり、バブル景気時代に隆盛を誇り、バブル崩壊とともに経営破綻したことから「バブルの象徴」として語られることが多い。
経営破綻後はジャスコ株式会社（現・イオン株式会社）の支援のもとに会社更生に入り、ジャスコの完全子会社となり「マックスバリュ東海」へ商号変更、イオングループの一員となり現在に至る。ヤオハン・ジャパンを除くヤオハングループ（日本国外事業）は1997年以降にすべて解体され、清算・譲渡された。

## 概要
1929年に静岡県熱海の八百屋として、和田良平・カツ夫妻が創業。のちに長男の和田一夫がヤオハン社長に就任し、世界15か国で店舗を運営する小売・流通チェーンに育て上げた。最盛期の売上はグループ全体で年間5,000億円程度であった。
1995年には中国・上海の浦東地区に大型百貨店「Nextage」を開業し、同店は百貨店としてはニューヨークのメイシーズに次ぐ世界第2位の店舗面積を誇っていた。
和田一夫はヤオハングループのコングロマリット化を目指して国内外での拡大路線を強引に推し進めたものの、店舗運営の標準化や効率化は遅れ、収益は低下していった。そしてバブル崩壊により、日本国内の売上が低迷するとともに、国内外での投資にも失敗した。
1996年には経営危機が表面化し、和田一夫の弟である和田晃昌が粉飾決算により逮捕されるという事件も起きた。
翌1997年9月、グループ中核会社のヤオハン・ジャパンは1,613億円の負債を抱え、会社更生法の適用を申請して倒産した。ヤオハンの倒産は、当時は「戦後流通業の最大の破綻」と言われた。
ヤオハン・グループはメインバンクを持たず、また銀行側がヤオハン・グループの粉飾決算を疑っていたこともあり、ヤオハン・グループと銀行の関係は良好なものではなかった。このため、国内外での拡大路線の継続に際しては毎年のようにワラント債や転換社債を発行し、直接金融による大規模な資金調達を繰り返して企業規模を上回る負債を抱えたことが経営破綻の要因の一つとなった。1996年の経営危機の表面化時に粉飾決算が行われていたことが判明し、銀行側の懸念が裏付けられた（前出）。
人件費削減のため、週末や祝日の繁忙期以外は正社員を交代で休ませ、週休3日制を実現していた時期がある。また、中国・広東省で鰻の養殖を行う日盛産業との合弁により、日本国内で格安うな丼チェーン店「うな仙」を展開していた時期がある。養殖から加工までを中国で行うことにより、うな丼1杯を580円という低価格で販売していた。

### 和田親子と生長の家
和田カツは夫の死後、新宗教「生長の家」の熱心な信者となり、創業者夫妻の長男でありヤオハン社長として急速な業務拡大を行った和田一夫も熱心な信者となった。そのため同社では生長の家の教義を社是としていた。社是は「生命の実相哲学の正しい把握とたゆまざる実践を通して、全世界人類に貢献するための経営理念を確立する」。『生命の実相』とは生長の家教祖の谷口雅春の著書であり、生長の家の聖典とされる書物であると同時に、生長の家の教義の中心をなす概念である。
この社是は1965年、熱海の1店舗のみで営業していた当時に定められたもので、和田一夫は新店舗開店の際に「生長の家」の祈りを社員らと欠かさず行っていたと述べている。
和田一夫は1951年に日本大学経済学部を卒業後、両親が熱海で始めた青果店「八百半商店」に入社、1962年にヤオハンの前身となる食品スーパーの社長に就任。1971年にはブラジルに出店して日本のスーパーマーケットでは初となる海外進出を果たし、中国や東南アジア、さらには欧米にも店舗網を拡大し、ヤオハンを国際的な流通グループに発展させた。
経営破綻時のトップであった和田一夫は、倒産に伴いヤオハングループの全役職を辞任。晩年は自らの失敗経験を基にして経営コンサルタント会社を立ち上げ、経営セミナーなどを行っていた。2019年8月29日、老衰のため、死去した。90歳没。葬儀は同年9月21日、静岡県伊豆の国市の「JAハートフルメモリー韮山会館」で行われた。

## 沿革
明治時代、貧しい農家の次男であった田島半次郎が始めた小田原の青果商「八百半」は、やがて小田原一の青果商となり、湯本・箱根・湯河原・熱海・伊東一帯で手広く青果卸を扱うようになった。
- 1927年 - 青果商・田島半次郎の奉公人であった和田良平、静岡で行商を行う。
- 1928年 - 和田良平、田島半次郎の娘・カツと結婚。
- 1930年12月 - 和田良平と和田カツ、熱海に「八百半商店」を開店。
- 1948年10月 - 株式会社八百半商店を設立、法人化。
- 1951年 - 良平・カツの長男である和田一夫が日本大学経済学部を卒業、両親が熱海で始めた青果店「八百半商店」に入社[3]。
- 1956年7月 - 株式会社八百半商店が、株式会社八百半食品デパートに商号変更。
- 1962年
  - 6月20日 - 株式会社八百半食品デパートの事業を引き継ぐ受け皿会社として、株式会社和田商事を設立。
  - 7月 - 株式会社和田商事が、株式会社八百半食品デパートより営業権を譲受し（旧）株式会社八百半デパートに商号変更。和田一夫が社長就任[3]。
- 1965年 - この頃からチェーン展開を始める。
- 1969年 - 株式会社八百半デパート、静岡県富士市吉原で大型店1号店を「富士ショッピングセンター」に出店。同年、伊豆半島に7店舗チェーン展開。
- 1971年 - 海外進出第1号として、ブラジルに現地法人を設立しサンパウロ店開店（1980年3月に和議によりブラジルから撤退）。
- 1972年 - アメリカ合衆国に輸出入を業務とする現地法人を設立。
- 1973年
  - タイガーバームで財を成した客家系の胡文虎（Aw Boon Hwe）と南海交易を設立し、翌1974年9月にシンガポール第1号店をオーチャードロードに開店。
  - 和田良平死去。赤痢菌への集団感染により三島店一時営業停止。
  - 9月 - 休眠会社「株式会社田中板硝子店」（1948年6月3日設立）の商号を「株式会社八百半デパート」に変更。
- 1974年5月21日 - 株式会社八百半デパートが（旧）株式会社八百半デパートを吸収合併（いわゆる株式額面変更目的の合併）。
- 1975年 - 第一次ボウリング場ブームの後に経営不振となったボウリング場を改装、スーパーマーケット「B作戦」と名付けて多店舗化を進める。
- 1976年 - ブラジル第4号店を開店。同年ブラジルヤオハン倒産（和議申請）。
- 1978年 - コンビニエンスストア「グリーンエイト」をフランチャイズ方式で展開[6][7]。
- 1979年
  - 3月 - コスタリカ第1号店を現地法人にて開店。
  - 7月 - アメリカ第1号店フレズノ店開店。
- 1981年 - シンガポール第4号店を開店。
- 1982年12月 - 名古屋証券取引所第2部に株式上場。この頃から粉飾決算が行われる[8]。
- 1984年11月 - 名古屋証券取引所第1部に指定替え（1997年12月上場廃止）。香港ヤオハン第1号店沙田店開店。
- 1985年 - マレーシアへ出店（現地法人設立。第1号店開店は1988年5月）。
- 1986年
  - 東京証券取引所第1部に株式上場（1997年12月上場廃止）。転換社債・ワラント債による資金調達を始める。
  - ブルネイ・ガドンへ出店（現地法人設立。第1号店開店は1988年3月）。
- 1987年 - ベスト電器のFC店運営を目的に株式会社ヤオハンベスト設立。
- 1988年
  - ヤオハン香港が香港証券取引所に上場。IMM国際卸売センター社をシンガポールに設立。
  - 台湾へ出店、香港第3号店開店、アメリカ・ニュージャージーに開店、マレーシア第4号店開店、タイへ現地法人設立・出店。
  - 11月 - 株式会社杉山商事を吸収合併。
- 1989年 - ヤオハン・インターナショナル・ホールディングスを設立。和田晃昌が社長就任、和田一夫は代表権のある会長となる。
- 1990年
  - 国際流通グループ・ヤオハン総本部を香港に設立。
  - 9月 - 百貨店型店舗「NEXTAGE半田」（現・パワードーム半田）（愛知県半田市）開店。
- 1990年 - 1994年 - 転換社債・ワラント債の大量発行で624億円を金融市場から調達。
- 1991年
  - 5月 - タイ第1号店開店。同年、中国大陸にも出店。
  - 11月1日 - 株式会社八百半デパートが株式会社ヤオハン・ジャパンに商号変更。決算期を毎年5月20日から3月31日に変更。
- 1992年 - マカオへ出店。
- 1993年4月 - 和田カツ死去。同年、カナダ、イギリスへ出店。
- 1994年
  - ヤオハンインターナショナルホールディングスを香港証券取引所に株式上場。
  - 10月1日 - 株式会社ヤオハン・ジャパンの本店を静岡県熱海市から同沼津市へ異動登記。
  - 11月10日 - 百貨店型店舗「NEXTAGE知立」（現在のギャラリエアピタ知立店、愛知県知立市）開店。
- 1995年
  - アジア一の巨大百貨店である上海第一八佰半百貨店開店。八佰半上海IMM卸売センター開業。
  - シンガポールIMMホールディング社をシンガポール証券取引所に株式上場。マレーシア ヤオハン社をマレーシア証券取引所に株式上場。
- 1996年
  - 国際流通グループ・ヤオハンの総本部を上海へ移転。
  - 経営危機が表面化。
  - 11月 - ヤオハン・ジャパンは9月の中間決済で初の減収減益を発表。
  - 和田晃昌が代表権のない副会長に退き、和田カツの四男が社長就任。
- 1997年
  - 5月 - 直営店舗15店舗及び子会社の1店舗を、ダイエーグループの「セイフー」並びに「東海ダイエー」（両社とも、のちのグルメシティ関東）に営業譲渡[注 2]。
  - 5月 - 同年3月期の決算を発表。最終損益が359億円（そのうち臨時的に発生した特別損失が370）と、上場以来初の最終赤字。
  - 9月1日 - 株式会社ヤオハンベスト9店舗を、ベスト電器子会社の関東ベスト電器（本社・東京都）に営業譲渡[9]。
  - 9月18日 -  株式会社ヤオハン・ジャパンが会社更生法適用を申請し倒産。日本国内の上場スーパーとしては初の倒産。
  - 10月6日 - ジャスコ株式会社（現・イオン）が支援表明。
  - 12月18日 - 株式会社ヤオハン・ジャパンが更生手続開始申立、事業管財人に岡田卓也ジャスコ株式会社会長が就任、海外事業から撤退。
  - 12月19日 - 株式会社ヤオハン・ジャパンが上場廃止[1]。
- 1998年11月9日 - 粉飾決算事件により、株式会社ヤオハン・ジャパンの元社長ら3人を静岡県警察が商法違反（違法配当）の疑いで逮捕。
- 1999年12月 - 更生計画案提出。
- 2000年
  - 3月2日 - 更生計画が認可決定。株式会社ヤオハン・ジャパンが、子会社であった株式会社アイ・エム・エムジャパンを吸収合併し株式会社ヤオハンに商号変更、決算期を毎年3月31日から2月末日に変更。
  - 7月 - 更生計画に基づき、旧株を100%減資の上、新株を発行しジャスコ株式会社が全額出資、同社の完全子会社となる（資本金50億円）。同年7月1日付で完全子会社化[10]。
- 2001年7月 - ヤオハン香港清算。
- 2002年
  - 2月 - ヤオハンインターナショナルホールディングを天安中国が買収。
  - 2月22日 - 静岡地方裁判所より会社更生手続終結の決定が下る。
  - 3月1日 - 株式会社ヤオハンがマックスバリュ東海株式会社に商号変更、本店を静岡県沼津市から同駿東郡長泉町に異動登記。

- 2019年8月19日 - 和田一夫が逝去[3]。

## 店舗

### 日本国内
ヤオハンの店舗は静岡県内を中心に展開した。最盛期には57店舗を運営していた。
1997年、資金繰りの悪化に伴い、経営優良店を中心とする12店舗が大手スーパーダイエーの子会社セイフー（のちのグルメシティ関東、2015年にダイエーに吸収合併）に売却された。なお、大型店であった富士吉田・櫛形・沼津・富士宮の4店は、食品SMであったセイフーは管理が出来ないため、同社が購入した上で、休眠会社であったが同年11月に社名変更した東海ダイエー（のちのグルメシティ関東→ダイエーに吸収）に移管された。この4店は同年12月1日からダイエーの看板を掲げ営業を開始し、商品供給や運営指導はダイエー側が行った。なお現在は、買い戻して建て替えた沼津店（現・マックスバリュ沼津南店）を除き全て閉鎖されている。
1997年、ヤオハン・ジャパンが会社更生法の適用を申請、事実上倒産した後、さらに9店舗が閉鎖された。存続店舗はイオングループにより会社更生計画での営業が続けられた。更生計画が完了しマックスバリュ東海へ商号を変更した後、改装後のヤオハン店舗には「マックスバリュ」の屋号が付けられている。なお、商号変更後も一部店舗は「ヤオハン」の屋号を残していたが、2011年1月29日から既存店舗も順次「マックスバリュ」に変更され、同年2月19日までに「マックスバリュ」へ屋号が統一され、日本国内で「ヤオハン」の屋号は姿を消した。

#### 静岡県
西部
- 八百半デパート葵町店 - 浜松市葵東2-16-5[13]
- 八百半デパート笠井町店 - 浜松市笠井町32-1[14]
- 八百半デパート小池町店 - 浜松市小池町65[13]
- 八百半デパート細江店 - 引佐郡細江町中川5819-1[15][16]
- 八百半デパート助信町店 - 浜松市助信町127[13]
- 八百半デパート豊田店 - 磐田郡豊田町小立野1-1[17]
- 八百半デパート浜岡店 - 小笠郡浜岡町池新田2465[17]
- 八百半デパート浜北店 - 浜北市沼188[18]

中部
- 八百半デパート有東坂店 - 清水市有東坂2-348[19]
- 八百半デパート金谷店 - 榛原郡金谷町金谷河原1844-1[20]
- 八百半デパート相良店 - 榛原郡相良町波津605-1[17]
- 八百半デパート清水店 - 清水市相生町4-5[21]
- 八百半デパート瀬名川店 - 静岡市瀬名川662[22]

東部
- 八百半デパート阿幸地店 - 富士宮市阿幸地724-3[19]
- 八百半デパート興津店 - 清水市興津本町115[23]
- 八百半デパート北町店 - 富士宮市北町17-25[24]
- 八百半デパート御殿場店 - 御殿場市新橋2023-2[21]
- 八百半デパート裾野店 - 裾野市佐野1513-1 中駿興産ビル[18]
- 八百半デパート沼津店 - 沼津市大岡1431-20[25]
- 八百半デパート八幡町店 - 富士市八幡町6-3 ムツアイビル[18]
- 八百半デパート富士宮店 - 富士宮市大宮町7-16[26]
- 八百半デパート三島店 - 三島市本町3-32 ヤオハンビル[21]
- 八百半デパート吉原店 - 富士市吉原2-10-21 ヤオハン内[21][注 3]

伊豆
- 八百半デパート熱海店 - 熱海市清水町21-1 ヤオハンデパート[21]
- 八百半デパート熱海A.C.S - 熱海市銀座町2-1[24]
- 八百半デパート伊豆長岡店 - 田方郡伊豆長岡町古奈432[20]
- 八百半デパート伊豆山店 - 熱海市伊豆山浜5791[26]
- 八百半デパート伊東店 - 伊東市猪戸1-5-28[28][注 4]
- 八百半デパート稲取店 - 賀茂郡東伊豆町稲取410-1[28]
- 八百半デパート函南店 - 田方郡函南町間宮439[29]
- 八百半デパート小嵐店 - 熱海市桜ケ丘1515[26]
- 八百半デパート下田店 - 下田市二丁目2-1[30]
- 八百半デパート下田衣料センター - 下田市三丁目1-4[29]
- 八百半デパート修善寺店 - 田方郡修善寺町柏久保544-1 八百半[26][注 5]
- 八百半デパート戸田店 - 田方郡戸田村戸田坪の内1294[20]
- 八百半デパート松崎店 - 賀茂郡松崎町江奈253-1[20]

#### 愛知県
- 八百半デパート田原店 - 渥美郡田原町田原萱町3-1[31]

#### 神奈川県
- 八百半デパート小田原店 - 小田原市栄町2-9-33 小田原ショッピングデパートBF[32]
- 八百半デパート開成町店 - 足柄上郡開成町延沢730-1[33]

### 日本国外
和田一夫は1960年代のスーパーマーケットの店舗展開合戦、いわゆる「スーパーマーケット戦争」を目の当たりにしたことから、大手スーパーマーケットがあまり力を入れない分野の隙間を独自分野として狙うべきだと考えた。それが海外展開であった。

#### ブラジル
海外展開最初期、当時ブラジルの経済成長が著しかったことなどから、1970年に視察を開始。当時は日系人が50万人から100万人在住しているとも言われ、日本に好意的で日系のスーパーの需要も見込まれていた。一夫はサンパウロへ視察に出掛け、現地のフランス系百貨店でサービスや態度の悪い店員を見たことから、現地の小売店のレベルがこの程度なら商機がありそうだと進出を決意した。
またブラジルでは生長の家が布教活動を展開していたという縁もあり、ブラジルには生長の家の伝道本部もあった。そして日本のヤオハンには生長の家の信者も就職していた。当時のヤオハンはまだ伊豆半島に10店舗程度を展開する零細スーパーで、それがブラジル進出するということで話題を呼んだという。
1971年、海外進出第1号としてブラジルに現地法人を設立し、サンパウロ店を開店。銀行からの資金融資が得られず、海外経済協力基金から50万ドルの融資を受けたが、本来これは製造業の海外進出のための基金であり、流通業への融資は初のケースとなった。
当時ブラジルへ赴任したヤオハン社員10人のうちの1人（生長の家信者）の証言によれば、開店資金の融資はどうにか受けたものの、社員に充てる資金が用意できなかったため、10人は全員永住権を取得して移民としてブラジルへ赴くこととなった。その10人には会社から「決死の覚悟」が求められ「ヤオハンブラジル日の本隊」と命名、ブラジル赴任の条件として「ヤオハンブラジル成功の為の10箇条」を定め、これに従う者だけを赴任させるとした。また開店にあたっては現地の生長の家信者の日系人からの全面的な協力も得られた。
- 一夫が定めた「ヤオハンブラジル成功の為の10箇条」は以下の通り[34]。

1. 全員がブラジルへ永住すること
2. 全員「生長の家」の信者であること
3. 就業時間は24時間と心得ること
4. 社員の妻は軌道に乗るまで、社員としてはもちろんのこと、幹部社員として管理者として就業すること（ただし妻は無給）
5. 仕事を第一として、家庭は二の次と考えること
6. 渡航後2年間はできるだけ出産を控えること
7. 会社の配当、利益確保を絶対優先すること（利益が出なければ減給・無給）
8. 親兄弟の積極的な承諾書が必要
9. ブラジル人のリーダーとして人格・指揮権・実力があること
10. 自動車運転免許を有すること
11. （補足）近親者の慶弔時と言えども帰国は不可能と思うこと

このように、現在では企業コンプライアンス上の問題となる条項ばかりであったが、それだけ腰掛けではなく本気でブラジルの店舗での業務に携わってもらうことを一夫は求めていたのであった。ブラジル展開当初は48家族が志願し、12家族がブラジルへ渡航した。1974年には4店舗まで増え、従業員も1500人を超えた。
しかしその後、ブラジルは年間1000%という世界最高のハイパーインフレに突入、とても商売をするような状況ではなくなったため、1980年3月には和議倒産により全店舗を閉店し、ヤオハンはブラジルから撤退した。赴任した社員らは日本へ帰国したが、この証言をした社員は帰国せず、撤退時にヤオハンを退職してアメリカの別の企業へ転職した末、ヤオハン・グループに復帰して一夫の秘書を務めた。

#### 東南アジア
1973年にタイガーバームで財を成した客家系の胡文虎（Aw Boon Hwe）と南海交易を設立し、翌1974年9月にシンガポール第1号店をオーチャードロードに出店。以後、タイ、マレーシアにも出店した。
シンガポール展開に関しては、ブラジル展開が好調であった頃、リー・クアンユー率いるシンガポール政府が野村證券を通じてシンガポール国内に日系流通企業を誘致して流通業の近代化を図ろうと、八百半に打診があったものであった。当時どのように見積もっても不採算の見込みであり、最初は社長の一夫を含めて役員一同も反対していたが、度重なる要請に「神様の意思というかヤオハンの使命」を感じた一夫によりシンガポール進出に至った。これは事前調査を行った結果、カントリーリスクが少なく外国の投資を迎え入れることを確認した上でのことであった。また、太平洋戦争で日本が東南アジアに迷惑を掛けた償いの一環という意味合いもあった。
シンガポールの店舗は当初の予想を覆し、1年足らずで黒字となった。土日営業、ブルジョワ階級のみを優遇するVIPカードの廃止、当時シンガポールにはなかったあんパンの導入などから、大盛況を誇った。シンガポール事業の盛況は、ひいては低迷していた日本事業の立て直しにも貢献した。
1994年には台湾へ進出、台湾桃園店を開店。経営破綻後に店舗は閉鎖され、現在は新光三越百貨店の店舗として営業している。

#### 香港・マカオ

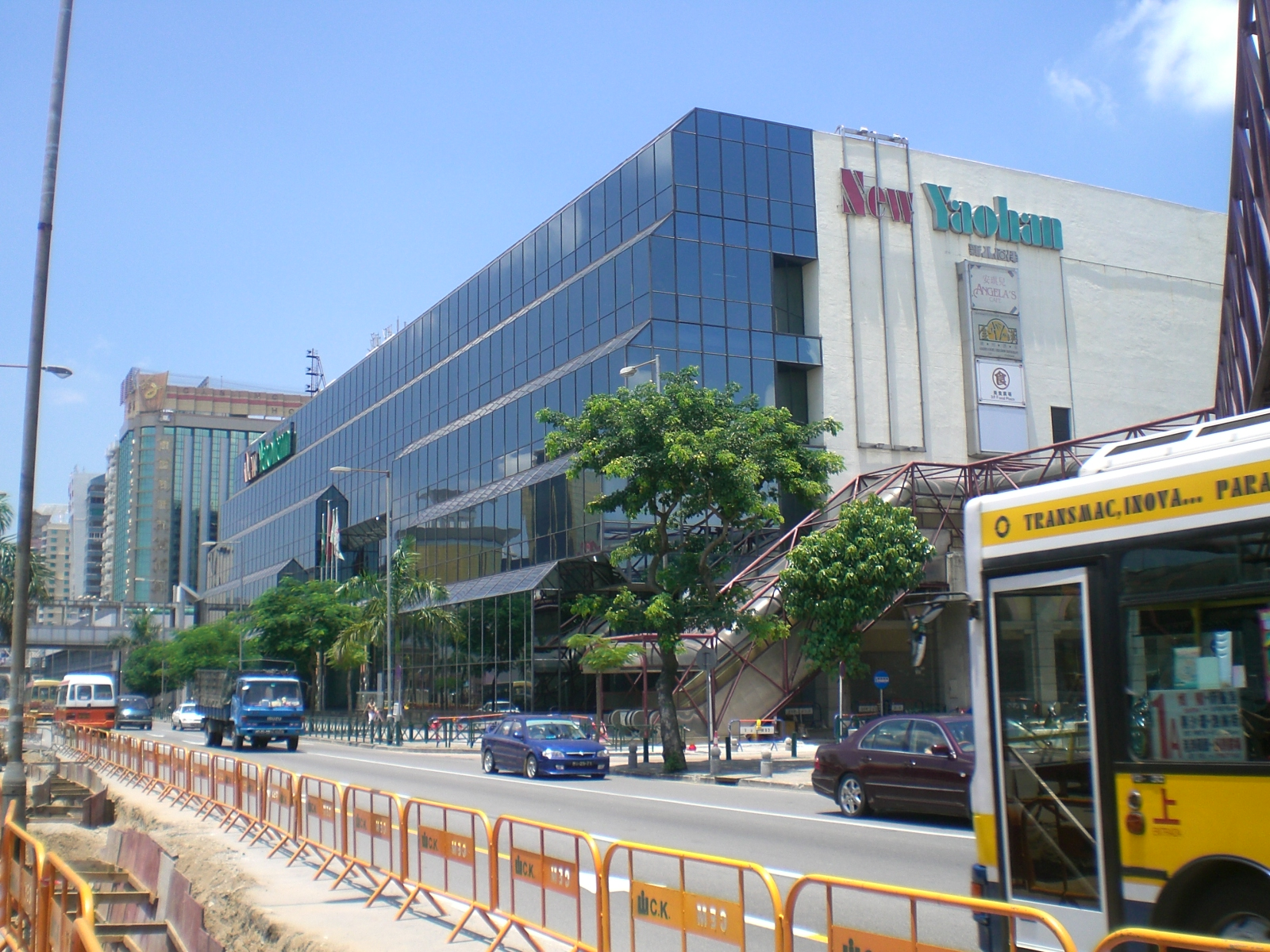
旧「新八佰伴商場（マカオ）」（現在は移転）

1984年に初出店。香港ヤオハンの第1号店は新界の沙田（サーティン）店であり、最終的には10店舗が営業していた。当地には1990年から1996年までグループ（国際流通グループ・ヤオハン）の本部が置かれ、同時期、グループ代表・和田一夫はPollock Path 山頂の豪邸に居住していた。
1990年当時、一夫は中国当局に財産を没収されることを覚悟して、中国本土への進出を夢見て、株式や借入金700億円を持って香港への移住を決意した。1989年に天安門事件が起こり、1997年に香港返還が控えていた政情不安定の状況にもかかわらず、一夫は中国共産党が香港を潰さない、中国には大きなビジネスチャンス、人脈を作る機会があるとして移住を決行した。李嘉誠との縁を作って香港のビジネスを学んだほか、政情不安定で株価が安くなっていた香港の企業を次々と買収した。

##### 経営破綻以降
1997年の経営破綻の後、すべての店舗が閉鎖された。「ヤオハン国際有限公司」がヤオハンの名称の元に存続するが、経営はヤオハンとは無関係の地元資本による。マカオの「New Yaohanデパート（新八佰伴商場）」についても同様である。

#### 中国

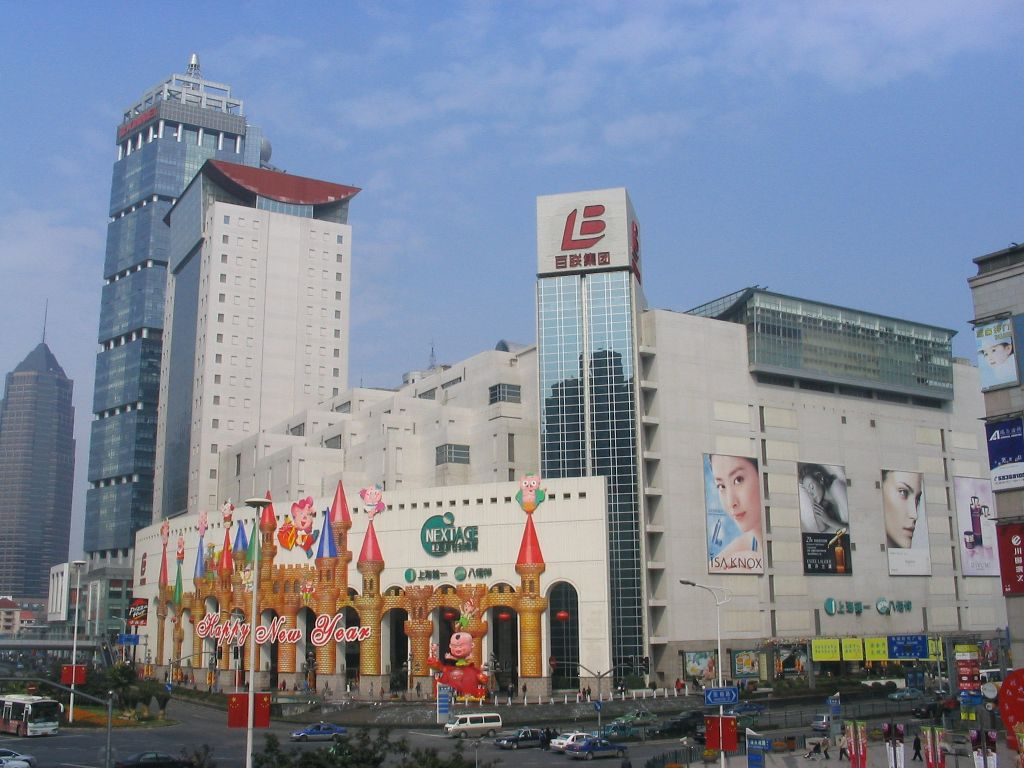
上海新世紀商廈-第一八佰伴

店名は「八百伴（パーパイパン）」と称される。1992年、中国新技術創業公司（CVIC）との提携により、「北京賓特購買中心（北京八佰半百貨店）」を開業。これは、外資が中国の小売市場に参入した初めての例となった。1993年5月30日、試験的な出店として上海に「上海第一八百伴」を開業。1994年からは「上海八佰半スーパーマーケット」及び「上海八佰半モスバーガー」を展開した。1995年12月20日には同市浦東新区に巨大百貨店「Nextage Shanghai 新世紀商場（新世紀商厦）」を開店、初日には107万人の来客があり、この記録はギネスブックに掲載された。

##### 経営破綻以降
中国及び、中国系住民のあいだでは「ヤオハン（八佰伴）」のブランド力が強い ため、その名称が存続している場合が多い。しかしながら、それらのいずれでも創業者である和田一族やイオングループとの資本関係はない。上海の「上海第一八百伴」などがその例であり、所有・運営するのはヤオハンとは無関係な地元・中国資本である。

#### アメリカ

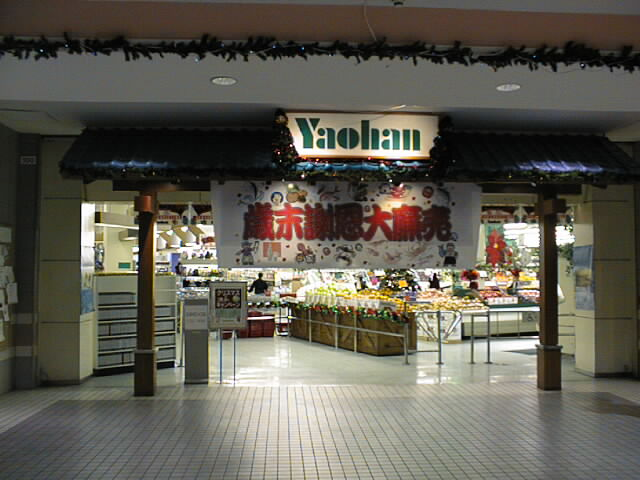
リトル・トーキョー店

1984年、ヤオハンU.S.A.は日本の食料品や日本製品を中心に扱うショッピングセンターをカリフォルニア州トーランスに開店した。初年の売り上げは1300万ドルであった。その後、カリフォルニア州内に6店など全米に8店舗を追加開業し、1993年には年間売上げ約1億2600万ドルとなった。また、ニューヨーク・マンハッタンでは持ち帰り用の寿司店「大吉」を4店舗経営していた。
当時の背景として、カリフォルニアにおけるアジア系人口は1990年までの10年間に倍増して280万人になっており、ヤオハンU.S.Aでは「顧客のほぼ100%がアジア系住民」（ヤオハンU.S.A.） であったという。
- ニューヨーク店
ニューヨーク・マンハッタンとはハドソン川の対岸にあたるニュージャージー州エッジウォーター（Edgewater）に1988年に完成した3棟からなる複合施設「Waterside Plaza」の中核テナントとして、同年に開業した。同施設は、Feldman Enterprises社（ニュージャージー州）が、同社が1985年に310万ドルで購入した土地にショッピングセンターを用途として建設したものである。当時同地区は寂れた産業地区であったが、難工事により嵩んだ開発費に起因する高額な賃貸料に納得するアメリカ企業がなく、そのために日本企業が勧誘されたという。結果、ヤオハンUSAが同複合施設全体を一括でリースする契約を締結した[37]。

##### 経営破綻以降
ヤオハン・グループの崩壊時に存在していた9店舗の全てが、「ミツワ・マーケットプレイス」として営業を継続している。これらはヤオハンの元社員が独立して買い取ったものだという。

#### カナダ
1993年、メトロバンクーバーの都市であるブリティッシュコロンビア州リッチモンドのアジア系ショッピングモールの集中するGolden Village地区に「ヤオハン・バンクーバー店」として開店した。人口の60%を中国系住民が占める同市において、同地区はバンクーバーの中華街に次ぐ「第2の中華街」とも呼ばれ、当店舗も中国志向が強かったといわれる。
現在はショッピングモール「ヤオハン・センター」として営業を継続しているが、経営するのは中華民国（台湾）のユニ・プレジデント（統一企業）グループである。キーテナントのスーパー部門はT&Tスーパーマーケットの1店舗「オーサカ・スーパーマーケット店」として運営されている。同社は当初アメリカの中華系スーパーマーケット、タワ・スーパーマーケットとユニ・プレジデント・エンタープライズ社（統一企業公司）の合弁であった。2009年7月にロブロー社に買収され、現在は同社の子会社として運営されている。

#### イギリス
1993年、ロンドンのブレント区に141,000平方フィートの規模で出店。出店当時はロンドンに約3万人の日本人が居住、その多くがヤオハンの4マイル以内に住むなど日本人の多いエリアだった。寿司店のチェーンも運営していた。
ヤオハン破綻後はアジア資本の企業に売却され、オリエンタル・シティと名前を変え、運営が継続された。2006年にDevelopment Securitiesに売却、再開発のためにヤオハンから続いたショッピングセンターは2008年をもって閉鎖された。オリエンタル・シティはロンドンにおけるアジアコミュニティの中心となっており、再開発の方針には中国総領事館がロンドン市長に対して、プロジェクトに対する「深い懸念」が表明され、ブレント区によりその歴史を保持するために一部を極東と東洋の用途に限定するよう求められた。
再開発後はアパートが建てられたほか、スーパーマーケットのモリソンズとロイヤルチャイナグループ（皇朝集団）による32,000平方フィートのアジア系のフードコート「Bang Bang Oriental Foodhall（新東方城）」が出店し、ヤオハンより規模は縮小されたもののショッピングセンターを形成している。

## スポーツ活動
- かつては硬式野球部を保有しており、都市対抗野球にも1994年・1997年の2回出場した。出身選手には大西崇之、岡本真也（岡本は廃部に伴うヤマハ転籍後のプロ入り）がいる。